# Pseudopraon mindariphagum
Pseudopraon mindariphagum är en stekelart som beskrevs av Jaroslav Stary 1975. Pseudopraon mindariphagum ingår i släktet Pseudopraon och familjen bracksteklar. Inga underarter finns listade i Catalogue of Life.